# Круглая башня (Китай-город)
Круглая (Заиконоспасская) башня — глухая башня (полубашня) Китайгородской стены. Построена была в 1535—1538 годах Петроком Малым Фрязином. Находилась на северной стороне крепости, на берегу реки Неглинной. Средневековое название башни неизвестно. Одно из известных названий она получила из-за круглой формы (на самом деле, она полукруглая). Другое название — Заиконоспасская — по находящемуся за ней Заиконоспасскому монастырю.

## Описание
Это было невысокое двухъярусное с открытым с тыла верхним ярусом сооружение, то есть «полубашня». На старинных планах у неё, как и на всех остальных башнях и стенах, имеется тесовое покрытие, на башнях — шатровое. Внешнее оформление и высота башни были такими же, как и у прилегающей стены. Первоначальная башня имела или вертикальные стены, или нижняя часть её была у́же за счёт нависающих мерлонов, что теперь не установить. Высота её была около 7,5 м, диаметр — примерно 11,7 м, толщина стены верхнего яруса, предположительно, была как у Птичьей башни — 1,37 м.
Верхний ярус находился на одном уровне с боевым ходом прилегающих прясел. Его обрамляли мерлоны аналогичные мерлонам стен или более высокие, как у Птичьей. В мерлонах было четыре орудийных бойницы. Между ними, с этого же уровня, открывались пять машикулей, которые образовывали средний бой. Подъём на этот ярус должен был осуществляться, как и у всех башен крепости, через ниши, расположенные в стене, по обе стороны от башни, через скрытый ступенчатый тамбур. Эти ниши отличались от остальных тем, что имели только глухие печуры. Нижний ярус башни был перекрыт толстым кирпичным сводом и, видимо, имел три печуры с бойницами подошвенного боя.
Близко от башни начинался склон русла реки Неглинной. Так как со временем она была ниже по течению подпружена, то образовывала пруд, что влекло заболоченность и размытие берега, а близкий подступ воды к стенам грозил их обрушением. В прясле к востоку от башни в стене была калитка, которая обеспечивала доступ к баням у реки и к воде на случай пожара. Для этого же были устроены к этому месту два отвода от пруда на реке, отделивших участок с калиткой (что видно на старинных картах уже с 1597 года и вплоть до 1683 года). Причём один отвод подходил к самой Круглой башне. В 1690 и 1714 годах видна уже лишь одна, но очень широкая заводь — признак заболачивания.

## Перестройки
В дальнейшем облик башни подвергся значительным изменениям. Нижняя часть была усилена (как и у всех остальных малых круглых башен) утолщённым наклонным цоколем — талусом, который неизбежно перекрывал бойницы нижнего боя, хотя нижняя часть машикулей всё равно прорезалась.
В 1708—1709 годах, во время Северной войны, русло реки было отведено и в низине были построены земляные бастионы. Один из бастионов, снабжённый орильонами и отступными фланками, образованными, соединяющими все бастионы теналями, прикрывал и Круглую башню. В 1797—1798 годах, при Павле I, бастионы были реконструированы. После этого Круглую башню прикрывал только прямой верк. Видимо, тогда же мерлоны башни, уже не имевшей шатра, были надстроены редко поставленными прямоугольными декоративными зубцами, более отвечающими эстетике эпохи бастионной фортификации. Эти укрепления были снесены в 1821—1825 годах.
Во время ремонта 1822 года мерлоны прилегающих к башне (как и на всей северной стороне крепости) были срублены на сажень, остатки бойниц заложены кирпичом, положен выступающий поясок из белого камня, а на нём установлены зубцы в кремлёвском стиле — в форме ласточкина хвоста. Первоначально, эти зубцы имели кроме белокаменного ещё и железное покрытие. У башни (если у неё не было увеличенных мерлонов) новые зубцы были поставлены прямо на мерлоны, но с сохранением бывшего там белокаменного валика. Также появился наружный вход в башню. Тогда же или позже свод между ярусами был уничтожен. Видимо, тогда появилась и низкая железная крыша. Прясла, кроме всего, были на всём протяжении укреплены множеством контрфорсов, первоначально покрытых защитными щитами. Также во всей крепости были заложены бойницы подошвенного боя и подземелья.
В 1898 году в башне разместился Музей птицеводства Российского общества сельскохозяйственного птицеводства. При этом вход в талусе стал шире. Появилась новая крыша, которая была спереди в виде низкого полуконуса, а дальше — двускатная. Она опиралась на пристроенную сзади плоскую стенку. Были заложены машикули. Оставшиеся бойницы были растёсаны в окна (хотя на снимке это незаметно). Большие окна с застеклёнными рамами были устроены на местах бывших проходов на боевой ход стены. В 1910 году возникла угроза застройки Птичьей башни вплотную большим полицейским зданием, однако этого не произошло.
Этот участок крепости также был затронут реставрацией, проведённой в 1925—1926 годах. Но она не повлекла изменений во внешнем облике сооружения. В 1932—1934 годах башня была снесена, как и почти вся крепость. Сохранилась лишь бо́льшая часть прясла к востоку от башни, так как она не мешала плану по расширению улиц и служила подпорной стенкой строениям и накопившемуся грунту за ней. Нагрузка с внутренней стороны разрушала стену. Кроме того, к этому приводила прямая её порча, как при устройстве в ней уборной.
- Круглая башня (в центре) на акварели неизвестного художника. 1806—1812 гг.
- Круглая башня в 1884 г.[1]
- Музей птицеводства в башне. Начало XX века[1]

## Современность
В 1997 году был осуществлён коммерческий проект (с привлечением средств частного инвестора) постройки на данном месте здания ресторана, имитирующего прототип. Но за основу проекта была взята Варварская башня Китай-города, хотя и её не скопировали. Новая башня изначально строилась как ресторан со всеми соответствующими коммуникациями. К ней пристроены помещения, которым придан наружный вид оригинальной стены. Башню сделали намного большего размера. Всё строение густо покрашено. Ныне там находится ресторан «Старая башня».
Позже ещё одно ресторанное здание перекрыло вид на единственный участок оригинальной стены Китай-города. Вместе с тем сохранившаяся до настоящего времени стена на уровне боевого хода обезображена различными перегородками, колючей проволокой, используется для складирования стройматериалов и загружена трубопроводами большого диаметра.